# Процењено време доласка
Процењено време доласка или ЕТА је мера када се брод, возило, авион, теретно возило, возило хитне службе или рачунарска датотека очекује да стигне на одређено место.
Најчешће се користи у јавном превозу, где се кретање воза, аутобуса, авиона и слично може користити за генерисање процењеног времена доласка, у односу на статичку табелу или мерењем интензитета саобраћаја. У том смислу, израз или скраћеница је често праћена са својим допуном, процењено време поласка или ETD, да укаже на очекивано време почетка одређеног путовања.
На пример, ЕТА одређеног лета је можда израчуната на основу брзине којом је пређено одређено растојање. Растојање се дели брзином која је претходно измерена како би се непрецизно одредило време доласка. Овај метод не узима у обзир неочекиване догађаје (као што је правац дувања ветра) који се могу јавити на путу до одредишта.
ЕТА се такође користи метафорички у ситуацијама у којима се у ствари ништа не креће физички, као нпр. у прорачуну времена трајања одређеног задатка (нпр. рад појединца; рад рачунарског програма или рад организације организације). На пример, Бит-Торент клијент одређује ЕТА-у као очекивано време завршетка преузимања датотеке. На пример: 1д4ч (1 дан и 4 часа), 1н2д (1 недеља и 2 дана) итд.